# Brian Cabral
Kealilhaaheo Brian David Cabral Cabral (Fort Benning, 23 giugno 1956) è un ex giocatore di football americano statunitense che ha giocato nel ruolo di linebacker per otto stagioni nella National Football League (NFL). Fu scelto nel corso del quarto giro del Draft NFL 1979 dagli Atlanta Falcons. Al college ha giocato a football all’Università del Colorado.

## Carriera professionistica
Cabral fu scelto nel corso del quarto giro dei Draft 1979 dagli Atlanta Falcons. Nella sua stagione da rookie 3 partite coi Falcons, prima di passare ai Green Bay Packers per la stagione 1980. Nel 1981, Brian passò ai Chicago Bears, squadra con cui rimase fino al termine della carriera nel 1986. Nel 1985, i Bears terminarono la stagione regolare con un record di 15-1, vincendo il Super Bowl XX contro i New England Patriots per 46-10 con Cabral che era il capitano degli special team.

## Palmarès
- Super Bowl : 1

Chicago Bears: XX
- National Football Conference Championship: 1

Chicago Bears: 1985

## Statistiche
| Partite totali | 70  |
| Sack           | 1,0 |